# Trevi nel Lazio
Trevi nel Lazio ist eine Gemeinde in der Provinz Frosinone in der italienischen Region Latium mit 1720 Einwohnern (Stand 31. Dezember 2023). Sie liegt 79 km östlich von Rom und 43 km nördlich von Frosinone.

## Geographie
Trevi liegt oberhalb des Tals des Aniene im Regionalpark der Monti Simbruini, einem Vorgebirge der Abruzzen.
Zur Gemeinde gehören die auf der Südseite des Tals liegenden Ortsteile Altipiani di Arcinazzo und Cimetta, die bereits in den Monti Ernici liegen. Trevi ist Mitglied der Comunità Montana Monti Ernici.

## Geschichte
Trevi war mit dem Namen Treba eine Stadt der Aequer, die im 4. Jahrhundert v. Chr. ins Römische Reich eingegliedert wurde. In der Kaiserzeit bekam es den Namen Treba Augusta.
Im Mittelalter schloss sich der Ort, um sich gegen die Ansprüche der Abtei von Subiaco zu schützen, den Grafen von Segni an. Später kam es an die Caetani. 1471 wurde Cristoforo Caetani von der Bevölkerung verjagt. So gelangte es doch bis 1638 in den Besitz der Äbte von Subiaco.
Nach dem Zweiten Weltkrieg litt Trevi durch starke Bevölkerungsabwanderung. Inzwischen sind jedoch durch den Bau eines Thermalbads und die Nutzung des Altipiano di Arcinazzo neue Arbeitsplätze im Tourismus entstanden.
Von 1970 bis 1978 gab Trevi dem Titularbistum Trebia Augusta seinen Namen.

## Bevölkerung
| 1871 | 1901 | 1921 | 1951 | 1971 | 1991 | 2001 |
| ---- | ---- | ---- | ---- | ---- | ---- | ---- |
| 1899 | 1798 | 3009 | 2703 | 2032 | 1951 | 1822 |

Quelle: ISTAT

## Politik
Silvio Grazioli (Lista Civica: Trevi Nel Futuro) wurde im Mai 2006 zum Bürgermeister gewählt und letztmals am 31. Mai 2015 wiedergewählt.

## Sehenswürdigkeiten
- Das wuchtige Castello Caetani stammt aus dem 13. Jahrhundert. Es wurde 1984 bis 1998 renoviert und beherbergt seither ein archäologisches Museum, Veranstaltungsräume und die Touristeninformation.
- Die gotische Kathedrale San Teodoro steht über einem frühchristlichen Vorgängerbau
- Im ganzen Ort sind noch Reste aus der Zeit der Aequer und der Römer zu sehen.
- Trevi nel Lazio ist Abschluss der elften Etappe des Pilgerwegs Benediktweg von Norcia über Subiaco nach Montecassino.

## Söhne und Töchter des Ortes
- Laura Bianchini (* 1954), Komponistin